# Narīmān Qeshlāqī
Narīmān Qeshlāqī (persiska: نَريمان قِشلاق, نَريمان, نريمان قشلاقی, Narīmān Qeshlāq) är en ort i Iran.   Den ligger i provinsen Zanjan, i den nordvästra delen av landet, 300 km väster om huvudstaden Teheran. Narīmān Qeshlāqī ligger 1 762 meter över havet och antalet invånare är 329.
Terrängen runt Narīmān Qeshlāqī är kuperad söderut, men norrut är den platt. Runt Narīmān Qeshlāqī är det ganska tätbefolkat, med 52 invånare per kvadratkilometer. Närmaste större samhälle är Garm Āb, 8,0 km öster om Narīmān Qeshlāqī. Trakten runt Narīmān Qeshlāqī består i huvudsak av gräsmarker.